# Þ
Þ (duża litera Þ, mała litera þ), Thorn lub Þorn – alfabetyczna litera współczesnego alfabetu islandzkiego, oraz dawniej alfabetu staroangielskiego (anglosaskiego). Litera pochodzi od runy o tej samej nazwie, zapisywanej ᚦ
Oznacza zębową spółgłoskę szczelinową bezdźwieczną (w transkrypcji IPA [θ], por. angielski dwuznak th w słowie „thick” [θɪk]) lub w pozycji między samogłoskami dźwięczną (IPA [ð], jak w angielskim „the” [ðə]). Taka sytuacja zachodziła w staroangielskim, za to w islandzkim litera „þ” oznacza tylko wymowę bezdźwięczną, a spółgłoska dźwięczna oznaczana jest literą ð (edh).
Litera ta była używana w staroangielskim przed wynalezieniem druku. Pierwszy angielski drukarz William Caxton przywiózł z Europy prasę drukarską, która nie zawierała charakterystycznych dla staroangielskiego liter thorn, yogh oraz eth. Zastąpił on thorn literą „y”, stąd też napisy na starych sklepach w stylu „ye olde candies shoppe” powinno czytać się jako „the old....”. Taka substytucja liter „y” i „þ” znana była już z XIV-wiecznych rękopisów, gdzie obie te litery były pisane identycznie.